# Fatu Hiva (comune)
Fatu Hiva è un comune della Polinesia francese delle Isole Marchesi è composto dall'isola di Fatu Hiva e dall'isolotto di Motu Nao, 22 km a nord-ovest di Fatu Hiva.